# Palazzo del Governatore (Asmara)

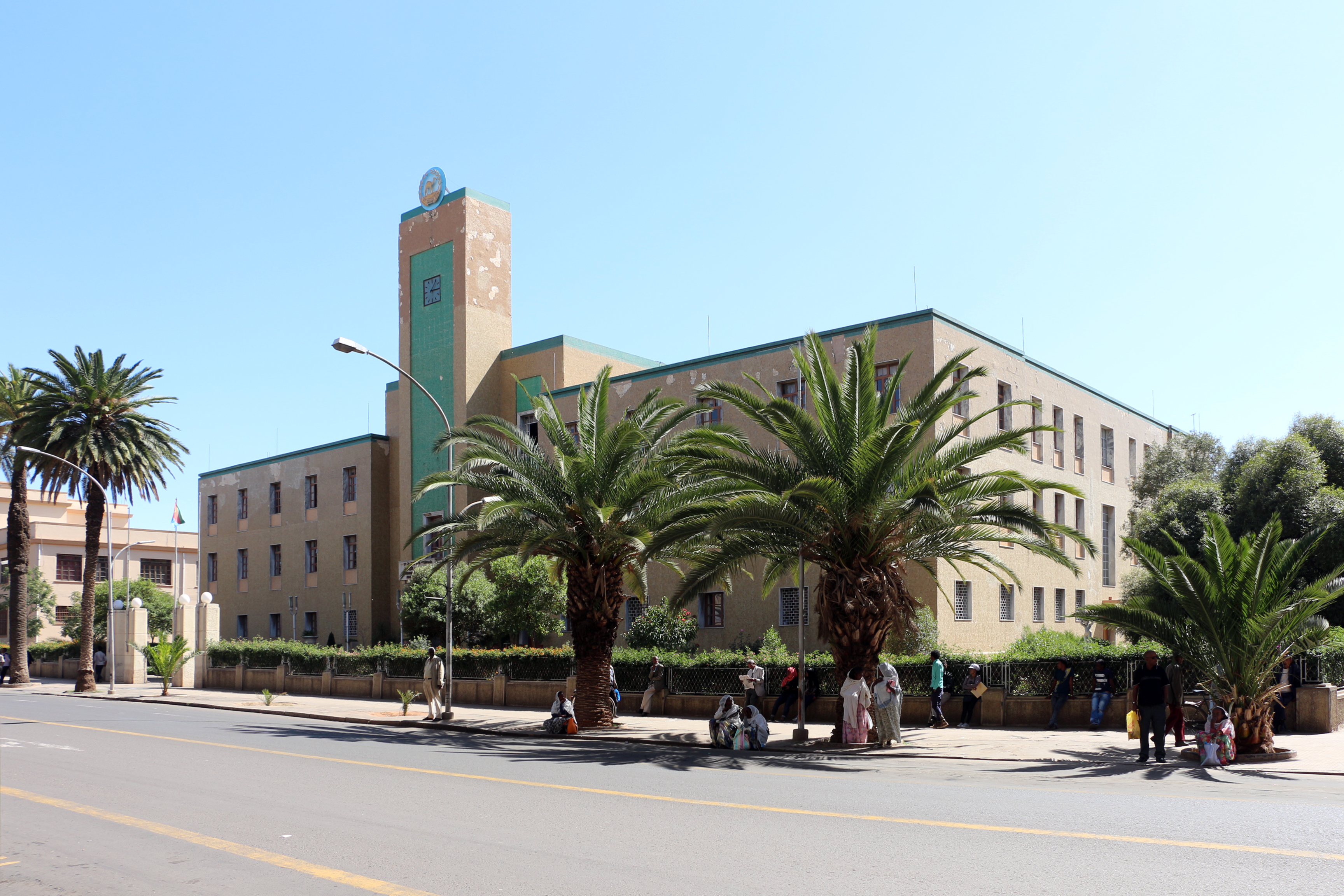
Gouverneurspalast oder Stadthalle in Asmara

Der Palazzo del Governatore (italienisch für Gouverneurspalast) ist der als „Art-déco-Gebäude“ erbaute ehemalige Regierungssitz des italienischen Gouverneurs von Italienisch-Eritrea und dient heute als Stadthalle der eritreischen Hauptstadt Asmara.
Der Palazzo del Governatore befindet sich im Stadtzentrum.
Der ehemalige italienische Gouverneurspalast wurde im Jahre 1897 von Fernando Martini erbaut, dem ersten Gouverneur von Eritrea (heute ist es das Präsidentenbüro). Der Gibi, wie er genannt wird, wurde während der kaiserlichen Herrschaft über die nunmehr äthiopische Provinz Eritrea in das Museum von Asmara umgewandelt, als der Gouverneurspalast zum heutigen Gebäude umgewechselt wurde.
Die derzeitige Stadthalle wurde in den 1930er Jahren im typischen faschistischen Stil erbaut, mit einem zentralen Turm, der am Eingang mit „Fasci“ dekoriert wurde.